# Afterlife of the Party
Afterlife of the Party è un film del 2021 diretto da Stephen Herek con protagonista Victoria Justice. Il film è stato distribuito sulla piattaforma Netflix il 2 settembre 2021.

## Trama
Cassie e Lisa sono amiche dalla prima elementare. Ora, da adulte, i loro interessi e le loro vite sociali sono diversi. Cassie è una festaiola amante del divertimento, mentre Lisa vive una vita appartata, lontana dalla maggior parte delle interazioni sociali. Un giorno, Cassie convince Lisa ad andare ad una festa e prima di partire incontrano Max, che vive una vita molto simile a Lisa. Max e Lisa sembrano avere una simpatia reciproca.
Cassie e Lisa si dirigono in un club e litigano subito dopo quando alcuni conoscenti di Cassie vogliono andare ad altre feste e Lisa sceglie di andarsene. Durante la discussione, Lisa fa notare che la loro amicizia è cambiata e che Cassie cerca sempre di fingere di essere qualcun altro e si rendono conto che non hanno più nulla in comune. Si separano e più tardi quella sera Cassie torna a casa e sviene nella sua stanza.
Quando al risveglio si dirige verso il bagno, inciampa e batte la testa sul water provocando la sua morte. Si sveglia in una stanza e incontra Val, un gestore di angeli che spiega che Cassie è morta da oltre un anno e prima di raggiungere la "festa dell'aldilà in paradiso" ha un elenco di persone che deve aiutare come angelo custode. La lista include la sua migliore amica Lisa, suo padre e sua madre Sofia. Tuttavia, Cassie deve cercare di capire il modo migliore per aiutare ciascuno di loro prima che scada il tempo.

## Produzione
Le riprese principali sono iniziate il 21 ottobre 2020 e si sono concluse il 6 dicembre 2020 a Cape Town, in Sud Africa.